# 6460 Bassano
6460 Bassano (1992 UK6) là một tiểu hành tinh vành đai chính được phát hiện ngày 16 tháng 10 năm 1992, bởi Quadri, U. và Strabla, L. ở Bassano Bresciano.